# Флаг Сусанинского района
Флаг Суса́нинского района является официальным символом Сусанинского муниципального района Костромской области Российской Федерации. Учреждён 30 июня 2003 года.

## Описание
«Прямоугольное красное полотнище с соотношением ширины к длине 2:3, воспроизводящее в центре жёлтую фигуру Ивана Сусанина в 7/9 ширины полотнища из гербовой композиции, стоящего на белой полосе в 1/10 ширины полотнища, отделённой от нижнего края полосой в 1/10 ширины».

## Обоснование символики
Флаг Сусанинского муниципального района составлен на основании герба Сусанинского муниципального района по правилам и соответствующим традициям геральдики и отражает исторические, культурные, социально-экономические, национальные и иные местные традиции.
В основу композиции герба и флага положен подвиг русского крестьянина Ивана Сусанина, в честь которого назван районный центр — Сусанино и район.
Посёлок Сусанино, центр одноимённого района, основан во второй половине XV века как центр местной железорудной промышленности под названием Молвитино. В 1939 году переименован в честь Ивана Сусанина — национального героя, совершившего патриотический подвиг в годы польской интервенции в начале XVII века.
Зимой 1612—13 годов (серебряная земля) Иван Сусанин, крестьянин села Деревеньки, был взят отрядом польской шляхты в качестве проводника до села Домнино — вотчины Романовых, где находился избранный на престол царь Михаил Фёдорович и которого поляки хотели убить. Иван Сусанин намеренно завёл отряд в непроходимый болотистый лес, за что и был замучен. Память о нём сохранилась в устных народных сказаниях и преданиях; его подвиг отражён в художественной литературе и опере М. И. Глинки «Жизнь за царя».
Красный цвет олицетворяет на флаге символ храбрости, мужества, самопожертвование, красоты и труда.
Жёлтый цвет (золото) олицетворяет на флаге символ величия, прочности, силы, великодушия.
Белый цвет (серебро) олицетворяет на флаге символ простоты, совершенствования, благородства, мира.